# Acte del Consell per la República a Perpinyà de 2020
L'Acte del Consell per la República a Perpinyà va ser un esdeveniment polític que tingué lloc a la capital de la Catalunya del Nord al voltant dels exiliats polítics i eurodiputats Clara Ponsatí, Carles Puigdemont i Toni Comín el 29 de febrer del 2020. Organitzat per la delegació nord-catalana del Consell per la República amb el suport tècnic i logístic de la batllia de Perpinyà (mitjançant l'adjunta del batlle Annabelle Brunet) va representar un gran èxit de participació. S'hi van aplegar més de 100.000 persones (200.000 segons els organitzadors) al Parc de les Exposicions de la ciutat.
L'acte també va comptar amb vídeos enregistrats d'altres exiliats o presos polítics com ara el vicepresident Oriol Junqueras, Marta Rovira, Jordi Turull, Josep Rull, Joaquim Forn, Jordi Sànchez i Jordi Cuixart. Després de la introducció feta per l'escriptor perpinyanenc, vicepresident i portaveu de la delegació nord-catalana Joan-Lluís Lluís i els parlaments de Clara Ponsatí, Toni Comín i Carles Puigdemont, van amenitzar l'acte diversos artistes del Principat (Lloll Bertran, Lluís Llach i Roger Mas) i de Catalunya del Nord (Gerard Jacquet).

## Antecedents
Arran de l'organització d'un referèndum sobre la independència l'1 d'octubre de 2017 i de la posterior declaració d'independència de Catalunya (27 d'octubre), l'aleshores president del país Carles Puigdemont, amb altres membres del govern es van veure acusats de rebel·lió, sedició i malversació de fons públics per la justícia espanyola. El 30 d'octubre del mateix any, Puigdemont, Antoni Comín, Lluís Puig, Meritxell Serret i Clara Ponsatí s'exiliaren a Brussel·les per a evitar les persecucions judicials a l'estat espanyol mentre que alguns altres membres del govern català com ara Oriol Junqueras i Joaquim Forn acabaren empresonats ulteriorment. L'elecció de Puigdemont, Comín i Ponsatí com a diputats al Parlament Europeu el 2019 va significar un canvi notable a la situació jurídica de tots tres exiliats.